# Fundusfeiler
Fundusfeiler är en bergstopp i Österrike. Den ligger i distriktet Imst och förbundslandet Tyrolen, i den västra delen av landet. Toppen på Fundusfeiler är 3 079 meter över havet.
Den högsta punkten i närheten är Plattigkogel, 3 092 meter över havet, söder om Fundusfeiler. Närmaste samhälle är Umhausen, öster om Fundusfeiler. 
Trakten runt Fundusfeiler består i huvudsak av kala bergstoppar och alpin tundra.